# Легкі крейсери типу «Таун» (1936)
Легкі крейсери типу «Таун» (1936) (англ. Town-class cruiser (1936) — клас військових кораблів з 10 легких крейсерів, що випускалися британськими суднобудівельними компаніями з 1937 по 1939 роки. Легкі крейсери цього типу становили модернізовану версію крейсерів типу «Аретюза» й входили до складу Королівського військово-морського флоту Великої Британії і брали найактивнішу участь у морських боях і битвах Другої світової та Корейської війн.
Всього було побудовано десять крейсерів трьома серіями, кожна з яких мала відрізнялась параметрами й мала унікальний набір корабельного озброєння. Перша партія з п'яти крейсерів підкласу «Саутгемптон» увійшла до ВМФ Великої Британії з березня до листопада 1937 року, наступна група підкласу «Глостер», що складалась з трьох бойових кораблів, увійшла до складу флоту з листопада 1938 по січень 1939. Остання підгрупа легких крейсерів типу «Единбург», що мала два крейсери, увійшла до строю у липні-серпні 1939 року.
Легкі крейсери цього типу стали вінцем розвитку даного класу кораблів британських ВМС і гордістю Королівського флоту, що будувались за умовами Лондонського морського договору. Найкращим чином броньовані і краще за всіх озброєні, крейсери типу «Таун» володіли феноменальною артилерійською міццю і досконалою системою управління вогнем, могли не побоюватися зустрічі навіть з гітлерівськими «кишеньковими лінкорами». Що довів легендарний новорічний бій 31 грудня 1942 року, коли легкий крейсер «Шеффілд» змусив утікати німецькі важкі крейсери «Адмірал Гіппер» і «Лютцов». Недарма «Таун» величають найціннішими і найбільш заслуженими кораблями свого класу — вони брали активну участь у Норвезькій кампанії, охороняли конвої і билися з італійським флотом у Середземному і Червоному морях, полювали в Атлантиці на німецькі рейдери, в тому числі і на знаменитий «Бісмарк», забезпечували висадку союзників в Африці, Італії і Франції, а наприкінці свого бойового шляху встигли відзначитися і в Корейській війні.

## Крейсери типу «Таун»
Крейсери типу «Таун» розроблялися британськими кораблебудівниками у відповідності до суворих вимог Лондонського морського договору точно у відповідності до визначення легкий крейсер і за своїми характеристиками дорівнювали американським та японським аналогам того часу. Відповідно до вимог угоди, легкий крейсер мав оснащуватися гарматним озброєнням головного калібру не більше ніж 155-мм. Однак, усі морські держави намагалися всіляко обійти обмеження цього договору й створити такі бойові кораблі, що умовно відповідали б вимогам, але водночас мали б найпотужнішу зброю, що могла встановлюватися на кораблі цього класу. Тому рішення було знайдене — гармат певного калібру встановлювали якомога більше за кількістю й відповідно, легкий крейсер типу «Таун» практично дорівнювався сумарному вогневому залпу важкого крейсера.
Тому, всі крейсери типу «Таун» оснащувались найкращими на той час артилерійськими системами головного калібру BL 6 inch Mk XXIII. Додатковою зброєю були чотири подвійні башти з 102-мм універсальними гарматами QF 4 inch Mk XVI, які мали універсальне призначення — і як гармати ближнього бою, і як зенітні засоби боротьби з авіацією противника. За час служби крейсери зазнали певної модернізації, було посилене зенітне озброєння, удосконалювалися прилади керування вогнем тощо.

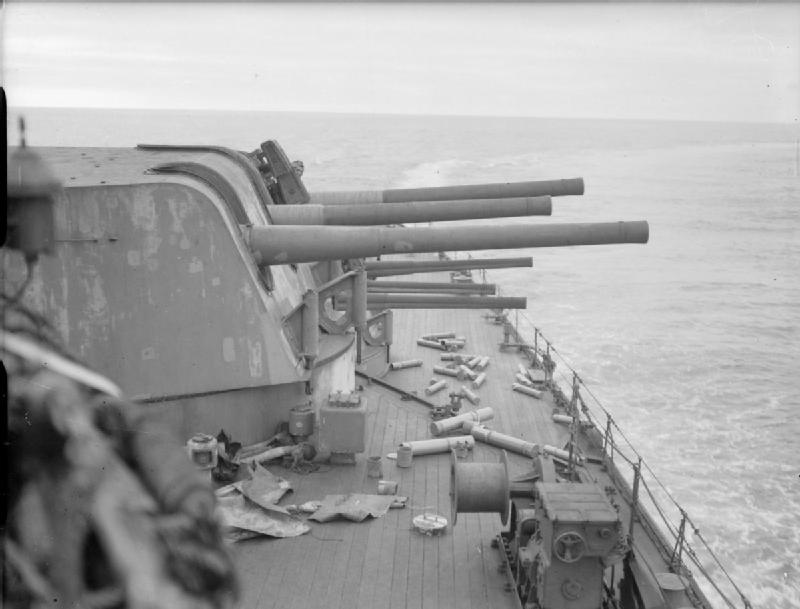
Башта гармат Mk XXII на крейсерах підтипу «Саутгемптон» та «Глостер»

Крейсери типу «Таун» пройшли крізь усю війну й взяли участь у великих боях та битвах Другої світової, зокрема у знищенні німецького «Шарнгорста» у грудні 1943. За час бойових дій чотири з десяти «Саутгемптон», «Глостер», «Манчестер» і «Единбург» загинули, решта продовжили службу й після війни, брали участь у війні в Кореї.
Останнім зі служби в Королівському флоті пішов «Шеффілд», який був виведений у 1967 році. «Белфаст» залишився в ролі корабля-музею та з 1971 року поставлений на вічну стоянку в Імперському воєнному музеї на річці Темза в Лондоні.

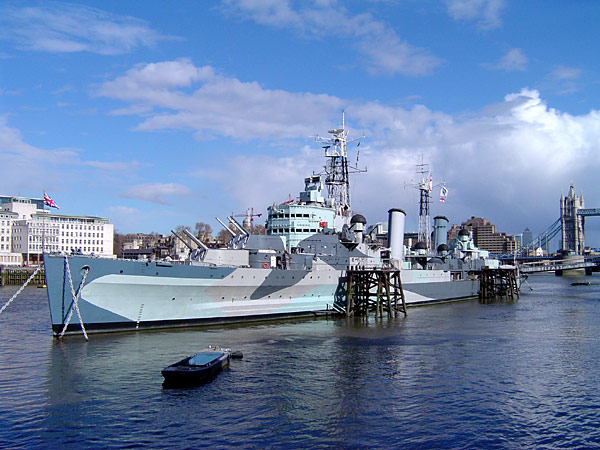
«Белфаст» в Імперському воєнному музеї на річці Темза в Лондоні

### Загальні характеристики
Перша серія легких крейсерів типу «Таун» з п'яти кораблів підкласу «Саутгемптон» була замовлена Британським адміралтейством у травні 1934 року за відповідною програмою. Закладка цієї серії легких крейсерів відбулася з жовтня 1934 по липень 1935 року.
Крейсери серії «Саутгемптон» мали такі розміри: довжина 591 фут 7,2 дюйми (180,3 м), ширина 19,0 м, середнє осідання при нормальній водотоннажності — 20 футів (6,1 м). На момент вступу до строю їх нормальна водотоннажність становила 9 100 т, повна — в 11 350 т. Крейсери підтипу «Единбург» були трохи довше та сягали довжини корпусу 187 м, за рахунок чого збільшувалась кількість гармат допоміжного калібру на борту кораблів.
Чисельність екіпажу на крейсерах була 748 офіцерів та матросів

### Озброєння
Корабельна артилерія крейсерів була доволі потужна та налічувала чотири тригарматні 6 дюймових (152-мм) артилерійські установки BL 6 inch Mk XXIII, розташованих по центру корабля, вісім, а на підтипі «Единбург» дванадцять 102-мм універсальних гармат QF 4 inch Mk XVI, що розміщувалися попарно на носі та по обох бортах крейсерів.
152-мм гармати Mk XXIII з довжиною ствола в 50 калібрів були гарматами головного калібру на всіх британських легких крейсерах передвоєнної побудови, починаючи з «Ліндера». Спочатку вони встановлювалися в двогарматних баштах Мк-XXI («Ліндер», «Сідней», «Аретьюза»), потім в тригарматних Мк-XXII (підтип «Саутгемптон») і МК-XXIII (підтип «Белфаст», «Фіджі»), з мінімальною відстанню між осями гармат при нульовому куті піднесення 1,98 м. Особливістю британських тригарматних башт було зміщення середнього ствола назад на 0,76 м для того, щоб запобігти розсіювання снарядів через взаємовпливу дульних газів при повних залпах. Живучість ствола становила 1100—2200 пострілів. Максимальна дальність стрільби при куті піднесення 45° — 23 300 м. Діапазон кутів, при якому здійснювалося заряджання — від -5 до 12,5 °. Скорострільність становила до восьми пострілів на хвилину, але більше залежала від швидкості подачі, яка на «Белфасті» була вищою ніж на «Саутгемптоні» і «Манчестері». У спадщину від чотиригарматної башти «Белфаст» отримав чотири підйомника кожен продуктивністю 12 снарядів або зарядів на хвилину.

### Енергетична установка
Головна енергетична установка складалася з чотирьох турбозубчатих агрегатів Parsons і чотирьох триколекторних Адміралтейських котлів з пароперегрівником і два одноступінчатих редуктори, дві двокорпусні парових турбіни. Схема — ешелонна, котли розташовані попарно в двох котельних відділеннях, ТЗА — в двох машинних. Робочий тиск пари в котлах — 24,61 кг/см² (24,29 атм.), температура — 343° С, нормальний час підготовки до походу — близько 4 годин.
Кожне котельне відділення обладнувалось чотирма турбовентиляторами, які створювали надлишковий тиск 241,3 мм водяного стовпа. У порівнянні з крейсерами типу «Ліндер» і «Аретьюза» «Таун» мали більш економічні, хоча і більш важкі агрегати «крейсерського типу». Три турбіни (високого, низького тиску зі ступенем заднього ходу і крейсерська турбіна) і редуктор становили турбозубчатий агрегат. Турбіна крейсерського ходу розташовувалась перед ТВТ і з'єднувалася з її валом через редуктор з гідравлічною муфтою, на повному ходу вона вимикалась. Потужність і частота обертання були наступні:
- ТВТ — 9400 к. с. при 3350 об/хв.
- ТНТ — 10 600 к. с. при 2400 об/хв.
- ТКХ — 5000 к. с. при 6400 об/хв.

Проектна потужність становила 80 000 к. с. при частоті обертання гвинтів 300 об/хв, що повинно було забезпечити швидкість ходу (при повному навантаженні) в 31 вузол, максимальна швидкість при стандартній водотоннажності повинна була скласти 32,25 вузли. Максимальна швидкість при чистому днище під одними крейсерськими турбінами становила 23 вузли, з витратою палива 7,5 т/год, що становило дальність плавання 6 141 миль. На ходових випробуваннях у травні 1939 року «Единбург» при водотоннажності в 10 550 довгих тонн (близьким до стандартного) розвинув швидкість 32,73 вузли при потужності 81 630 к.с. «Белфаст» при водотоннажності 10 420 довг. т показав відповідно 32,98 вузли і 81 140 к.с.
Крейсери мали дві незалежні електричні системи — змінного і постійного струму. Основна силова система напругою 220 В постійного струму використовувалася для освітлення, приводу вентиляторів, силових електродвигунів, опалення. Мережа змінного струму живила гірокомпас, систему управління вогнем, радіоустаткування і «АСДІК».
Електроенергію виробляли два турбогенератора потужністю по 350 кВт і один в 400 квт. Мережа постійного струму живили два дизель-генератора потужністю по 300 кВт; третій (50 кВт) використовувався в ролі аварійного. Аварійне освітлення працювало від акумуляторних батарей.

## Список легких крейсерів типу «Таун»

### Група легких крейсерів підтипу «Саутгемптон»
| Корабель      | Номер вимпелу | Виготовлювач                                        | Закладено         | Спущено         | У строю           | Статус |
| ------------- | ------------- | --------------------------------------------------- | ----------------- | --------------- | ----------------- | --- |
| «Саутгемптон» | C83           | John Brown & Company, Клайдбанк                     | 21 листопада 1934 | 10 березня 1936 | 6 березня 1937    | 11 січня 1941 потоплений 12 німецькими пікіруючими бомбардувальниками Ju 87 зі складу II./StG2, поблизу Мальти |
| «Ньюкасл»     | C76           | Vickers-Armstrongs, Ньюкасл-апон-Тайн               | 4 жовтня 1934     | 23 січня 1936   | 5 березня 1937    | проданий на брухт у серпні 1959                                                                                |
| «Шеффілд»     | C24           | Vickers-Armstrongs, Ньюкасл-апон-Тайн               | 31 січня 1935     | 23 липня 1936   | 25 серпня 1937    | проданий на металобрухт у липні 1967                                                                           |
| «Глазго»      | C21           | Scotts Shipbuilding and Engineering Company, Грінок | 16 квітня 1935    | 20 червня 1936  | 9 вересня 1937    | проданий на брухт у липні 1958                                                                                 |
| «Бірмінгем»   | C19           | HMNB Devonport, Девонпорт                           | 18 липня 1935     | 1 вересня 1936  | 18 листопада 1937 | проданий на брухт у вересні 1960                                                                               |

### Група легких крейсерів підтипу «Глостер»
| Корабель    | Номер вимпелу | Виготовлювач                                           | Закладено       | Спущено         | У строю          | Статус |
| ----------- | ------------- | ------------------------------------------------------ | --------------- | --------------- | ---------------- | --- |
| «Глостер»   | C62           | HMNB Devonport, Девонпорт                              | 22 вересня 1936 | 19 жовтня 1937  | 31 січня 1939    | 22 травня 1941 потоплений німецькими пікіруючими бомбардувальниками StG 2 під керівництвом Е.Купфера біля Криту |
| «Ліверпуль» | C11           | Fairfield Shipbuilding and Engineering Company, Говань | 17 лютого 1936  | 24 березня 1937 | 2 листопада 1938 | проданий на брухт у липні 1958                                                                                  |
| «Манчестер» | C15           | Hawthorn Leslie and Company, Геббурн                   | 28 березня 1936 | 12 квітня 1937  | 4 серпня 1938    | 12 серпня 1942 потоплений італійськими торпедними катерами MAS16 і MAS22 поблизу острова Пантеллерія            |

### Група легких крейсерів підтипу «Единбург»
| Корабель   | Номер вимпелу | Виготовлювач               | Закладено      | Спущено         | У строю       | Статус |
| ---------- | ------------- | -------------------------- | -------------- | --------------- | ------------- | --- |
| «Белфаст»  | C35           | Harland and Wolff, Белфаст | 10 грудня 1936 | 17 березня 1937 | 5 серпня 1939 | перетворений на корабель-музей у Лондоні                                                                    |
| «Единбург» | C16           | Swan Hunter, Тайн і Вір    | 30 грудня 1936 | 31 березня 1938 | 6 липня 1939  | 2 травня 1942 потоплений німецьким підводним човном U-456 при супроводженні конвою QP 11 в Баренцевому морі |